# Todos están muertos
Todos están muertos és una pel·lícula espanyola de drama amb tocs de comèdia i realisme màgic del 2014, opera prima de la directora valenciana Beatriz Sanchís, una faula de com la mort porta la vida, protagonitzada per Elena Anaya.

## Sinopsi
Lupe va ser una gran estrella de rock en la dècada del 1980 però que ara calça bata i sabatilles, i ha deixat enrere la fama, els concerts i l'èxit. No s'atreveix a sortir de casa i és la seva mare, Paquita, una mexicana supersticiosa qui s'ocupa d'ella i del seu net adolescent. El problema és que a Paquita se li acaba el temps i no vol anar-se'n sense abans recuperar a la seva filla arreglant els problemes del passat.

## Repartiment
- Elena Anaya	...	Lupe
- Nahuel Pérez Biscayart ...	Diego
- Angélica Aragón	...	Paquita
- Christian Bernal	...	Pancho
- Patrick Criado	...	Víctor
- Patricia Reyes Spíndola ...	Doña Rosario
- Macarena García...	Nadia

## Nominacions i premis
Festival de Màlaga 2014
| Categoria                                 | Persona         | Resultat   |
| ----------------------------------------- | --------------- | ---------- |
| Bisnaga d'Or                              | Beatriz Sanchís | Nominada   |
| Bisnaga de Plata a la millor actriu       | Elena Anaya     | Guanyadora |
| Premi Especial del Jurat                  | Beatriz Sanchís | Guanyadora |
| Premi Especial del Jurat Jove             | Beatriz Sanchís | Guanyadora |
| Bisnaga de Plata a la millor banda sonora | Akrobats        | Guanyadora |

Fotogramas de Plata 2014
| Categoria               | Persona     | Resultat |
| ----------------------- | ----------- | -------- |
| Millor actriu de cinema | Elena Anaya | Nominada |

XXIX Premis Goya
| Categoria                  | Persona         | Resultat |
| -------------------------- | --------------- | -------- |
| Millor director novell     | Beatriz Sanchís | Nominada |
| Millor actriu protagonista | Elena Anaya     | Nominada |

II Premis Feroz
| Categoria                  | Persona     | Resultat |
| -------------------------- | ----------- | -------- |
| Millor actriu protagonista | Elena Anaya | Nominada |

XXIV Premis de la Unión de Actores
| Categoria                  | Persona     | Resultat   |
| -------------------------- | ----------- | ---------- |
| Millor actriu protagonista | Elena Anaya | Guanyadora |

Medalles del Cercle d'Escriptors Cinematogràfics de 2014
| Categoria                  | Persona         | Resultat |
| -------------------------- | --------------- | -------- |
| Millor actriu protagonista | Elena Anaya     | Nominada |
| Director revelació         | Beatriz Sanchís | Nominada |